# Ferriobertiïta
La ferriobertiïta és un mineral de la classe dels silicats, que pertany al supergrup dels amfíbols, i en particular al grup del nom arrel obertiïta.

## Característiques
La ferriobertiïta és un amfíbol de fórmula química Na(Na₂)(Mg₃Fe3+Ti)(Si₈O22)O₂ que pertany al grup dels WO2- i que té el magnesi com l'element dominant a la posició C2+ i ferro(III) com l'element dominant a la posició C2+. Va ser aprovada com a espècie vàlida per l'Associació Mineralògica Internacional l'any 2015. Cristal·litza en el sistema monoclínic.

## Formació i jaciments
La ferriobertiïta ha estat trobada en diferents localitats d'Eifel (Renània-Palatinat, Alemanya).